# Załuski
Załuski è un comune rurale polacco del distretto di Płońsk, nel voivodato della Masovia.
Ricopre una superficie di 111,65 km² e nel 2004 contava 5 437 abitanti.
Fa parte del comune anche la frazione di Naborówiec.